# Жеје при Коменди
Жеје при Коменди (словен. Žeje pri Komendi) је насељено место у општини Коменда, Средњесловенска регија, Словенија.

## Историја
До територијалне реорганизације у Словенији било је у саставу старе општине Камник.

## Становништво
У попису становништва из 2011. године, Жеје при Коменди је имало 150 становника.
| Број становника према пописима | Број становника према пописима | Број становника према пописима |
| ------------------------------ | ------------------------------ | ------------------------------ |
| 1991                           | 2002                           | 2011                           |
| 91                             | 141                            | 150                            |

Напомена: До 1955. исказивано под именом Жеје. У 2008. години извршена је мала размена територије између насеља Сухадоле и Жеје код Коменде. Године 2012. умањено за део насеља који је проглашен за ново самостално насеље Пословна цона Жеје при Коменди.